# Dieter Zimmermann
Dieter Zimmermann (né le 1er décembre 1943 à Berlin, mort le 2 octobre 1978) est un compositeur, arrangeur et chef d'orchestre allemand.

## Biographie
Dieter Zimmermann étudie au Conservatoire de Berlin. Il devient producteur pour Hansa Records puis CBS.
En mai 1968, Agnetha Fältskog se présente à lui pour des chansons germanophones. Ils se mettent en couple puis se séparent l'année suivante. En tant que compositeur, Zimmermann fait à la fois avec la musique classique de chambre ainsi que des comédies musicales, des chansons pop et des pièces radiophoniques. Il est compositeur et producteur pour Ingrid Peters, Costa Cordalis, Rex Gildo, Juliane Werding, Gerd Böttcher (de), Ricky Shayne, Holger Thomas...
En 1971, il compose et dirige Diese Welt, la chanson de l'Allemagne interprétée par Katja Ebstein pour le Concours Eurovision de la chanson 1971 qui termine à la troisième place.
En 1968, il fonde avec le label Metronome l'Orchester Cliff Carpenter qui fait de nombreuses versions instrumentales des succès du moment. En 1972, il rejoint Ariola. Après sa mort, l'orchestre sera repris par Alexander Gordan (de).
Dieter Zimmermann meurt à 34 ans d'une leucémie.

## Source de la traduction
- (de) Cet article est partiellement ou en totalité issu de l’article de Wikipédia en allemand intitulé « Dieter Zimmermann » (voir la liste des auteurs).